# Acutalis flaviventris
Acutalis flaviventris är en insektsart som beskrevs av Lethierry. Acutalis flaviventris ingår i släktet Acutalis och familjen hornstritar. Inga underarter finns listade i Catalogue of Life.